# Diu (distrikt)
Diu är ett distrikt i Indien.   Det ligger i unionsterritoriet Dadra och Nagar Haveli och Daman och Diu, i den västra delen av landet, 1 100 km sydväst om huvudstaden New Delhi. Antalet invånare är 52 074.
Följande samhällen finns i Diu:
- Diu